# Liocarcinus holsatus
Liocarcinus holsatus, cua bay (tên tiếng Anh: flying crab), là một loaì cua nhỏ, sống trong vùng nước nông trong phân họ Polybiinae (hoặc coi là họ Polybiidae) trong họ Carcinidae.
Loài cua này được tìm thấy ở biển Bắc, biển Ireland và eo biển Manche. Mai của nó rộng đến 4 xentimét (1,6 in), màu xám ánh nâu với các nét thoảng nhẹ màu xanh lục. Về bề ngoài nó rất giống với loài cua bến cảng Liocarcinus depurator.
Thức ăn của L. holsatus bao gồm động vật giáp xác, như Crangon non, động vật thân mềm như Spisula elliptica, và cá. P. holsatus đôi khi là sinh vật chủ của loài hà ký sinh Sacculina.
L. holsatus được tìm thấy trên đáy cát, từ vùng gian triều tới độ sâu 100 mét (330 ft), đôi khi tới 400 mét (1.300 ft).

## Quan hệ vớiP. henslowii
Cả Schubart & Reuschel (2009), Plagge et al. (2016) lẫn Evans (2018) đều ghi nhận rằng P. henslowii phát sinh từ trong chi Liocarcinus, với mối quan hệ chị-em giữa P. henslowii với L. holsatus, do chúng gần như là đồng nhất về mặt di truyền.
Mặc dù tương tự về di truyền, nhưng tập tính sinh học của 2 loài này là khác biệt. Trong khi L. holsatus là loài sống đáy chỉ sử dụng tạm thời khả năng bơi lội của nó vào việc bắt mồi hay chạy trốn khỏi những kẻ săn mồi thì P. henslowii lại có khả năng bơi lội phát triển cao với hình thái học của mai và các chân bò thích nghi cao, và thể hiện các pha nổi lên bề mặt biển khơi có chu kỳ thành các bầy lớn. Vì thế, P. henslowii rất có thể là kết quả của hình thành loài rất gần đây từ trong L. holsatus.